# Школа изящных искусств (Париж)
Школа изящных искусств (фр. École des Beaux-Arts) — художественная школа, основанная в Париже в 1671 году, расположенная в настоящее время на левом берегу города напротив Лувра, на улице Бонапарт, 14 (в 6-м округе). История школы насчитывает более 350 лет, в ней обучались многие знаменитые художники Европы. Считается, что стиль «изящного искусства» бозар создавался в этой школе по образцу классической античности, сохраняя идеализированные формы и передавая их будущим поколениям.

## История
Школа была создана по инициативе Ж.-Б. Кольбера, первого министра короля Людовика XIV. Во время французской Революции была расширена за счёт упразднения Королевской академии живописи и скульптуры, учреждённой в 1648 году по инициативе первого живописца короля Ш. Лебрена. Школа считалась цитаделью французского академического классицизма. В период первой Империи Наполеона Бонапарта именовалась императорской (l’École impériale des beaux-arts).
Учебная программа была разделена на два больших раздела: «Академию живописи и скульптуры» и «Академию архитектуры». Обе программы были основаны на изучении классической древнегреческой и римской культуры. Итогом обучения был конкурс на получение Римской премии — полной стипендии для дальнейшего обучения в Риме. В 1863 году Наполеон III предоставил школе независимость от государства, изменив название «Академия» на «Школу изящных искусств». Женщин в Школу стали принимать с 1897 года.
В 1863 году в Школе ввели преподавание истории искусства. Этот курс вёл известный архитектор и реставратор Эжен Виолле-ле-Дюк, правда недолго. Он вынужден был уйти из-за конфликта с учениками. С 1864 по 1884 год кафедру истории искусств возглавлял Ипполит Тэн.
В 1968 году после студенческих выступлений в мае 1968 года школа получила новое название — Национальная высшая школа изящных искусств (фр. École nationale supérieure des Beaux-Arts).
До основания в 1868 году конкурирующей частной академии Жюлиана Школа изящных искусств была основным центром художественного образования во Франции. Среди её выпускников: Ф. Буше, Ж.- О. Фрагонар, Ж. Л. Давид, Ж. О. Д. Энгр, Т. Жерико, Э. Делакруа, У. К. Харрисон, Э. Дега, К. Моне, П. О. Ренуар, Ж. Сёра и многие другие выдающиеся художники. В Школу изящных искусств не смог поступить О. Роден (он трижды подавал заявление), дважды проваливал вступительное испытание П. Сезанн.
До 1968 года Школа изящных искусств готовила также и архитекторов. Среди её выпускников были Шарль Гарнье, автор знаменитого здания Парижской оперы в стиле Второго ампира, Марсель Лодс, одним из первых применивший в массовом жилищном строительстве металлический и железобетонный каркас, модульную систему и поточную организацию работ; Жюль Пеллеше, построивший здание Музея Боуза в Англии, Уильям Босуорт, занимавшийся реставрацией Версальского дворца, Дворца Фонтенбло, восстановлением крыши собора Нотр-Дам-де-Реймс и др.
Парижская школа является тёзкой и местом основания архитектурного движения «Beaux Arts» в начале двадцатого века. Школа является действующим учебным заведением — в ней учат живописи, скульптуре, фотографии, графике, истории искусств и другим дисциплинам.

## Здание школы
Ныне существующее здание школы построено в 1830—1861 годах на левом берегу Сены в квартале Сен-Жермен-де-Пре, на Рю Бонапарт по проекту Феликса Дюбана в сотрудничестве с Анри Лабрустом в стиле неоренессанса. Во двор школы ведут ворота, обрамлённые бюстами живописца Н. Пуссена и скульптора П. Пюже.
По периметру «архитектурного дворика» перед главным зданием школы встроены уцелевшие фрагменты разрушенных в разные годы выдающихся памятников истории архитектуры Франции. Среди них: портик замка в Ане Дианы де Пуатье архитектора Филибера Делорма (1548), фрагмент замка Гайон.
Во «Дворце исследований» находится копия фрески Микеланджело «Страшный суд» из Сикстинской капеллы в Ватикане, копия конного монумента кондотьеру Коллеони работы Андреа Верроккьо из Венеции, гипсовые слепки многих шедевров скульптуры, картины, архитектурные детали, орнаментальные рельефы, саркофаги… Учебное заведение обладает значительной коллекцией предметов декоративно-прикладного искусства. Всего собрание Школы насчитывает около 450 тысяч экспонатов: около 2000 картин, 600 архитектурных фрагментов, более трёх тысяч скульптур, 70 000 фотографий, 45 000 архитектурных чертежей, 65 000 исторических книг.
Амфитеатр актового зала украшает картина-панно «Полукружие» (фр.  Hémicycle ) (1837—1841). Панорамная настенная картина написана маслом (27 х 4,5 м) (её часто неверно называют фреской) академическим живописцем П. Деларошем. Это произведение создано по примеру знаменитых композиций «Афинская школа» и «Парнас» Рафаэля Санти в Ватикане (1509—1511). Но непосредственным прототипом по идее и композиции является картина Ж. О. Д. Энгра «Апофеоз Гомера» (1826—1827). На фоне воображаемого античного храма собраны семьдесят пять выдающихся художников всех времён и народов, беседующих, собравшихся в группы по обе стороны от центрального подиума с беломраморными ступенями, на вершине которого находятся три трона. На них восседают трое самых выдающихся (по канонам академизма) художников античности: архитектор и скульптор Фидий, архитектор Иктин и живописец Апеллес. Их фигуры, вероятно, призваны символизировать единство «трёх изящных искусств».
Деларош закончил работу в 1841 году. Картина была значительно повреждена пожаром в 1855 году. Деларош намеревался восстановить работу, но умер 4 ноября 1856 года. Реставрацию завершил его ученик Тони (Антуан) Робер-Флёри. Произведение Делароша имело огромный успех и породило множество подражаний в стиле «неогрек», например фреска В. фон Каульбаха «Эпоха Возрождения» (1867) в Новом музее Берлина (здание разрушено в 1945 году; сохранилась гравюра).
С осени 2013 года проводятся работы по реставрации «Полукружия». Они финансируются американским модельером Ральфом Лореном.

## Галерея

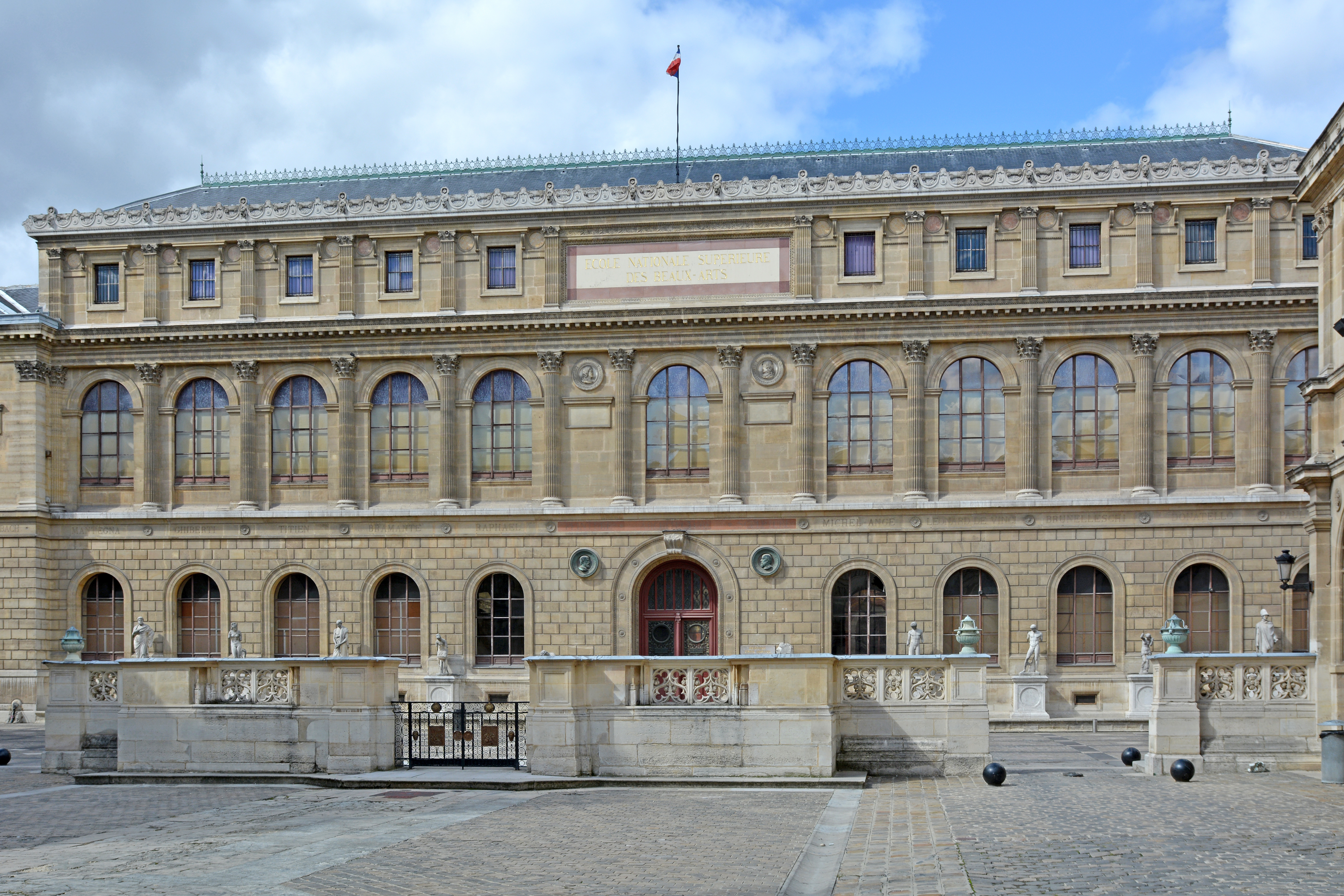
Школа изящных искусств в Париже. Главный фасад. 1830—1861
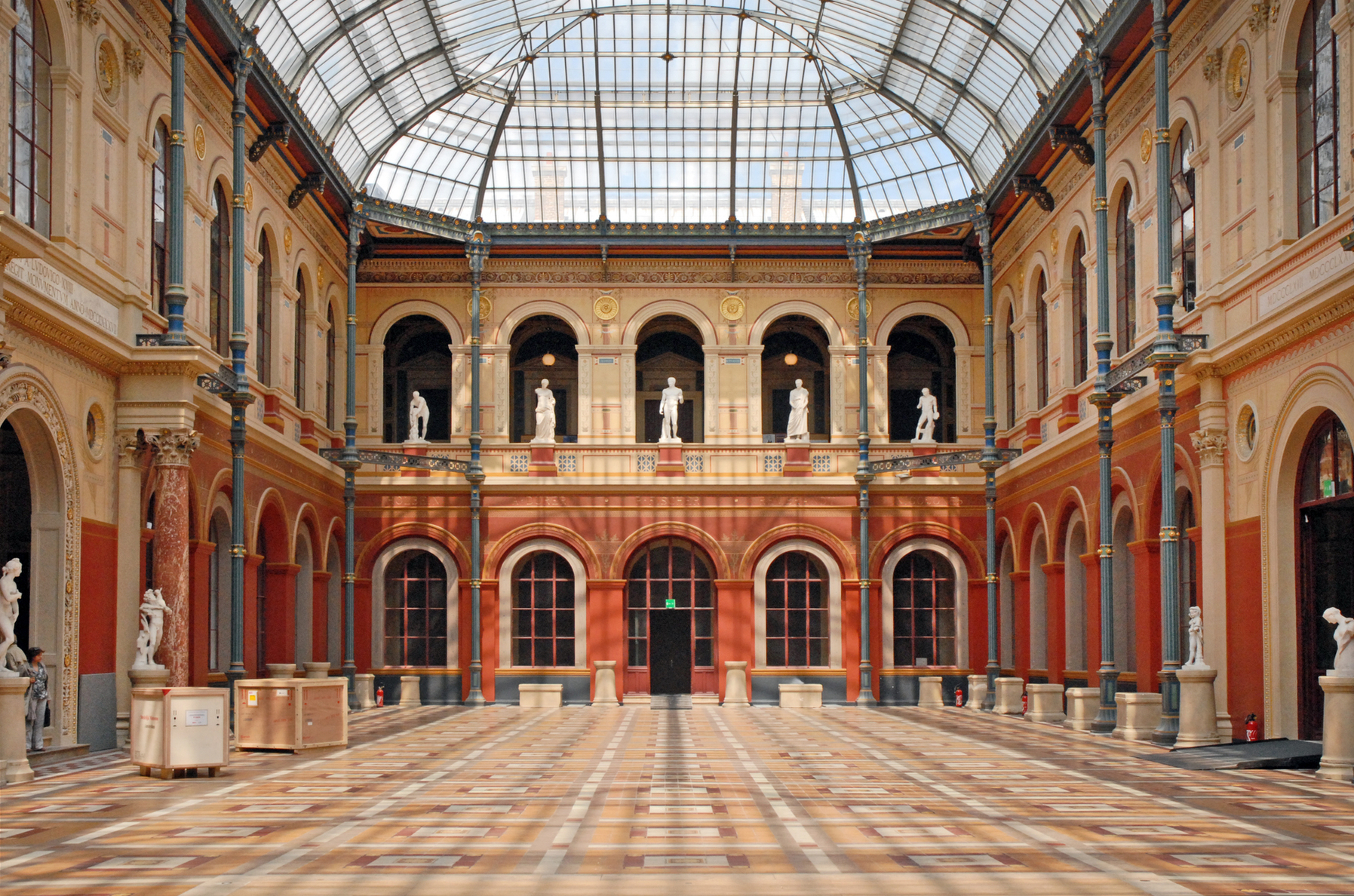
Внутренний двор Школы изящных искусств
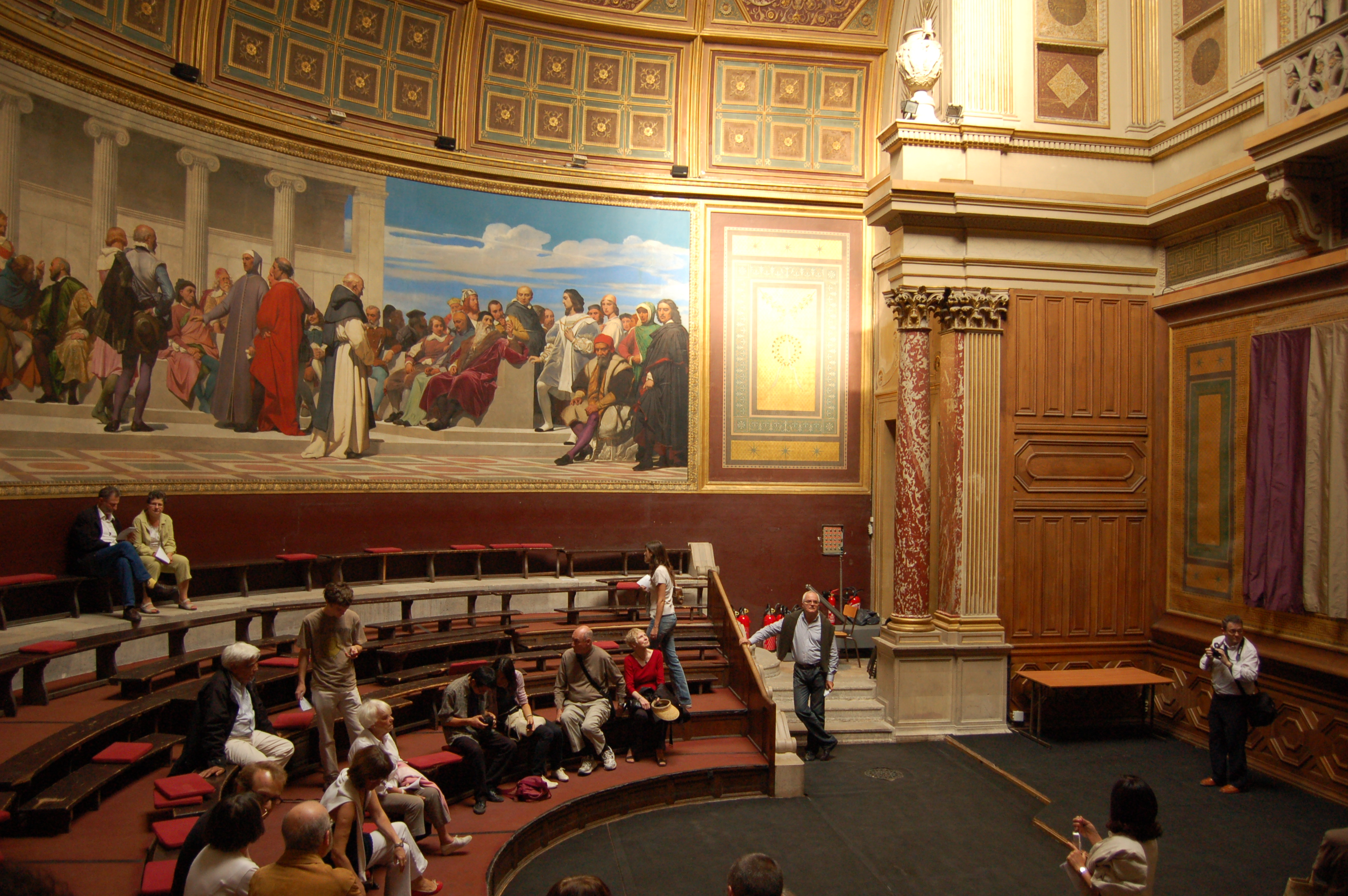
Амфитеатр Школы. Картина П. Делароша «Полукружие» (Hémicycle). 1837—1841
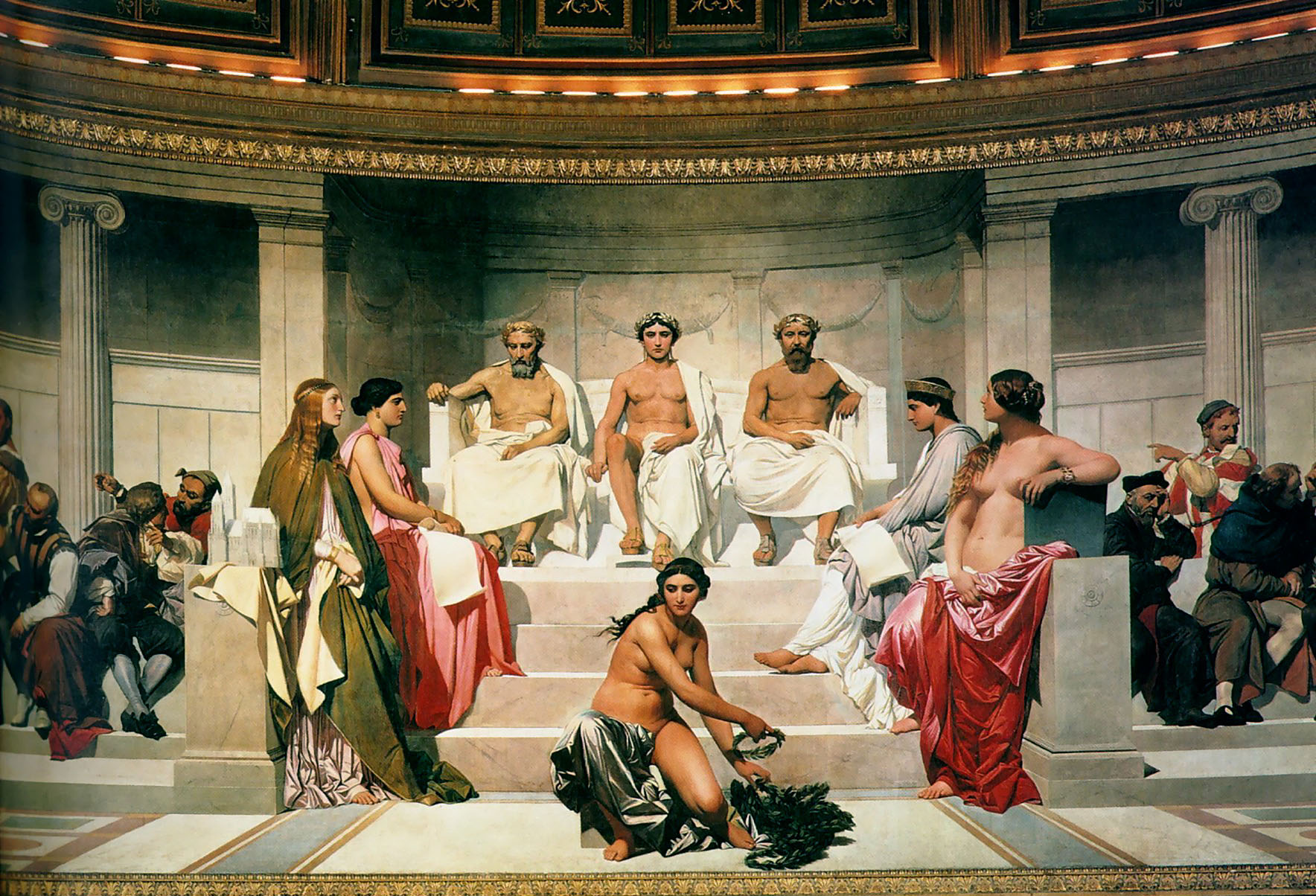
«Полукружие». Детали картины
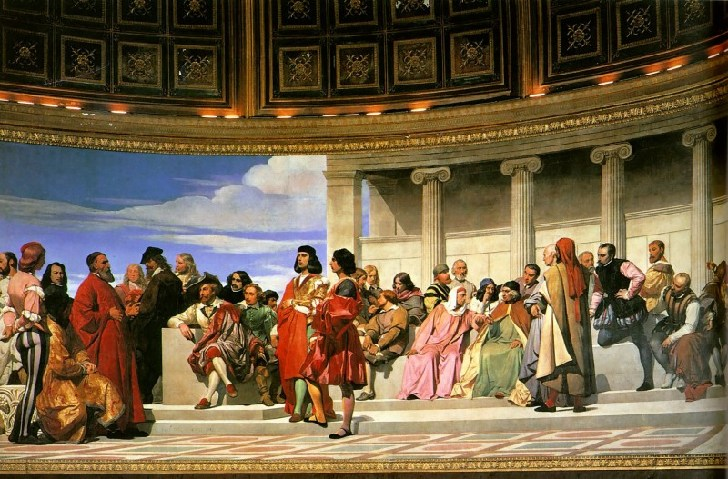